# A Death in Canaan
A Death in Canaan is een Amerikaanse dramafilm uit 1978 onder regie van Tony Richardson. 

## Verhaal
De tiener Peter Reilly wordt in 1973 tot levenslang veroordeeld voor de moord op zijn moeder. De politie maakt hem wijs dat hij loog tijdens een test met een leugendetector. Onder druk legt Reilly een bekentenis af, die hij vervolgens weer wil intrekken. Wanneer dat bekend wordt, gaat de hele stad achter Reilly staan.

## Rolverdeling
| Acteur             | Personage           |
| ------------------ | ------------------- |
| Stefanie Powers    | Joan Barthel        |
| Paul Clemens       | Peter Reilly        |
| Tom Atkins         | Luitenant Bragdon   |
| Jacqueline Brookes | Mildred Carston     |
| Brian Dennehy      | Barney Parsons      |
| Conchata Ferrell   | Rita Parsons        |
| Charles Haid       | Sergeant Case       |
| Floyd Levine       | Thomas Lanza        |
| Kenneth McMillan   | Sergeant Tim Scully |
| Gavan O'Herlihy    | Vader Mark          |
| Yuki Shimoda       | Dr. Samura          |
| James Sutorius     | Jim Barthel         |
| Bonnie Bartlett    | Teresa Noble        |
| William Bronder    | Rechter Revere      |
| Pat Corley         | Rechter Vincent     |